# 정성국 (신학자)
정성국(鄭成國, 1972년 11월 11일~)은 대한민국의 신학자이며 아신대학교(Acts University)에서 신약학 교수로 재직 중이다.
.성경해석학, 바울신학, 신약 사도들의 구약 해석, 선교적 해석학 분야에 관한 전문가로 평가받는다.

## 학력과 경력
- 고려대학교에서 영어영문학
- 미국 필라델피아 웨스트민스터 신학교 (Westminster Theological Seminary, M. Div.)
- Westminster Theological Seminar(Ph.D.)
- 한국복음주의신약학회 회원
- 나들목양평교회 협력 설교자
- 웨스트민스터 신학교 동문회 회계

## 연구분야
바울신학을 비롯한 신약신학, 신약 저자들의 구약 해석을 비롯한 해석학 일반에 대해 관심이 많고, 성경과 삶을 잇는 해석공동체, 하나님 나라와 세상을 잇는 증인공동체를 세워가는 일에 열정이 있다.
정성국이 집필한 아래 두 권의 저서는 그의 학문적, 실천적 관심사들을 잘 반영한다.

[묵상과 해석: 예수 이야기에 뿌리 내리기] (성서유니온, 2018)
이 책은 성경해석학 개론에 해당하는 내용을 일반인들의 말씀묵상과 성경해석의 정황을 염두에 두고 풀어 쓴 책이다. 필자는 성경해석과 말씀 묵상 중에 일어나는 다양한 해석 현상들에 대해서 설명하고, 유사한 현상들을 성경해석사 속에서 추적한다. 이 책을 통해 저자는 성경해석의 방법론에 대해서는 서로 관대함을 보여야 할 필요가 있고, 해석의 프레임(준거틀)에 있어서는 성경 저자들의 해석 관점을 배워야 한다고 주장한다. 저자는 신약성경 저자들에게서 발견되는 성경해석의 네 가지 프레임을 하나의 성경 내러티브 속에서 제시하고 그 각각을 통해서 어떻게 성경 본문을 해석하고 묵상할 수 있는지 설명한다. 저자는 신약 사도들이 그러했던 것처럼 올바른 해석의 프레임을 공유하는 해석공동체를 세워가는 일이 무엇보다 중요하다는 점을 강조한다.

[고린도후서 어떻게 읽을 것인가: 그리스도의 편지로 보냄받은 사람들] (성서유니온, 2020)
이 책은 선교적 해석학 관점에서 고린도후서를 주해한 책이다. 저자는 고린도후서가 바울의 인간적인 면모를 가장 많이 담고 있는 자기 변증적 편지이긴 하지만, 바울 자신이 밝히는 대로, 고린도의 세속적 내러티브에 잠식당한 나머지 그리스도인 공동체 본래의 정체성과 삶의 방식을 상실해 버린 고린도교회를 다시 선교적 공동체로 세우는 것이 이 편지의 가장 중요한 목적임을 강조한다. 이를 위해 바울은 고린도교회 성도들로 하여금 자신을 비롯한 사역자 일행의 선교적 삶 속에 역사하시는 하나님의 은혜와 능력을 분별하도록 돕고, 누가 진정한 그리스도의 종인지 분별토록 하여, 고린도 회중이 진정한 증인공동체로 거듭나도록 유도한다. 이 책을 통해 저자는 고린도교회 회중뿐만 아니라 오늘 한국 교회의 독자들 또한 ‘그리스도의 편지’로 보냄받은 이들이라는 선교적 메시지를 전하고자 한다.

## 박사논문
- Paul's missional use of scripture : a redefined approach with special reference to 2 Cor 3 (Westminster Theological Seminary, Ph.D.2010)

## 저서
- 『묵상과 해석: 예수 이야기에 뿌리 내리기』(성서유니온, 2018)
- 『고린도후서 어떻게 읽을 것인가: 그리스도의 편지로 보냄받은 사람들』(성서유니온, 2020)
- 고난과 하나님의 선교
- 루터의 문자적 의미와 그 해서학적 배경들
- 한국 교회 큐티 운동 다시 보기
- 공저, [고난과 하나님의 선교] (IVP, 2022).
- 공저, [성경신학자들이 말하는 성경 속 교육] (ACTS 교육연구소, 2018).
- 공저, [한국교회 큐티운동 다시 보기] (IVP, 2015).

## 번역서
데이비드 A. 실바, 신약개론

## 논문
- A critical evaluation on Rudolf Bultmann's hermeneutical principles, ACTS theological journal Vol.17 (2012) p. 37-77
- Priestly messiah and kingly messiah in the jewish traditions and the implications to priestly messiology of Hebrews, (ACTS) 신학저널 Vol.29 (2016 no.3) p. 51-105
- “바울의 선교적 구약 사용 – 고린도후서 3:1-6의 예증을 통한 방법론적 재고찰과 제안,” 신약연구 10.2 (2011).
- “A Critical Evaluation on Rudolf Bultmann’s Hermeneutical Principles,” ACTS Theological Journal Vol. 17 (2012).
- “Paul’s Use of Scripture as Cross-Cultural, Missional Communication,” Journal of Asian Evangelical Theology Vol. 17.1 (2013).
- “Paul’s Hermeneutic in His Use of Deut 30:12-14 in Rom 10:6-8,” ACTS Theological Journal Vol. 20 (2014).
- “하나님 우편에 오르신 아들과 대제사장 예수 – 히 1:5에서의 시 2:7과 삼하 7:14 사용,” ACTS 신학저널 22 (2014).
- “The New Perspective on Paul and Korean Evangelical Responses: Assessment and Suggestions,” Journal of Asian Evangelical Theology Vol. 19.1 (2015).
- “루터의 ‘문자적 의미’와 그 해석학적 배경들,” ACTS 신학저널 32.2 (2017).
- “증인공동체의 구별된 삶과 선포: 선교적 관점에서 읽는 바울 교회의 윤리적 표지들,” ACTS 신학과 선교 17 (2020).
- “선교적 해석학의 함의들: ACTS 신학 및 신앙 운동과의 연관성을 중심으로,” ACTS 신학저널 48.2 (2021).
- “Justin Martyr’s Hermeneutic of True Israel in Dialogue with Trypho,” ACTS Theological Journal vol. 53 (2022).

## 같이 보기
- 아세아연합신학대학교
- 개혁신학회
- 한국복음주의신학회
- 한국장로교신학회

- 한국개혁신학회

- 종교개혁500주년기념일

- 요한칼빈탄생500주년기념사업회

- 한국성경신학회

- 한국의 신학자 목록

- 개혁신학자